# Hiroyuki Omata
Hiroyuki Omata (jap. 尾亦 弘友希 Omata Hiroyuki; ur. 1 września 1983) – japoński piłkarz występujący na pozycji obrońcy.

## Kariera klubowa
Od 2002 do 2013 roku występował w klubach FC Tokyo, Omiya Ardija, Shonan Bellmare, Cerezo Osaka i Avispa Fukuoka.